# Friedrich Fabian von Massenbach
Friedrich Fabian von Massenbach (geb. 20. April 1723 in Stuthenen; gest. 4. März 1790) war ein preußischer Leutnant, Rittmeister, Landrat und Landesdirektor.

## Herkunft
Friedrich Fabian von Massenbach war Angehöriger des Adelsgeschlechts Massenbach. Er war der Sohn von Wilhelm Albrecht von Massenbach (1662–1738), holländischer Obristleutnant, Herr auf Stuthenen, und dessen Ehefrau Maria Dorothee (1688–1778), geb. von Goetzen aus dem Hause Beerwalde. Seine älteren Brüder waren George Albrecht (1713–1773), preußischer Capitain und Carl Wilhelm (1714–1761), Landrat des Kreises Schaaken in Ostpreußen.

## Leben
Nach dem Besuch einer Königsberger Schule trat er in das Kürassier-Regiment von Bornstedt ein. Im Rang eines Cornets nahm er am Zweiten Schlesischen Krieg teil. Trotz einer Verwundung, die er sich in der Schlacht bei Hohenfriedberg 1745 zugezogen hatte, erreichte er den Rang eines Leutnants. Nachdem er als Rittmeister vom Militärdienst verabschiedet worden war, übernahm er im Juli 1748 das elterliche Gut Stuthenen im Amt Balga. Im Jahr 1755 wurde er Nachfolger von Wilhelm Eberhard von Brumsee als Landrat im Kreis Brandenburg. Die Amtsgeschäfte als Landrat übte er, zuletzt noch als Landesdirektor des Kreises Brandenburg fungierend, bis zum Jahr 1790 aus. Nachfolgender Landrat wurde noch im gleichen Jahr Carl Wilhelm von Hülsen.

## Persönliches
Friedrich Fabian von Massenbach war seit 1748 mit Helene Charlotte (1731–1793), geb. von Auer aus dem Hause Lüdtkenfürst, verheiratet. Ihre gemeinsamen Kinder waren:
- Albrecht Wilhelm (1751–1820), preußischer Tribunalrat
- Eberhard Friedrich Fabian (1753–1819), preußischer General der Kavallerie
- Gottfried Karl (1770–1813), preußischer Infanterie-Hauptmann[3]